# Grigneuseville
Grigneuseville est une commune française située dans le département de la Seine-Maritime en région Normandie

## Géographie

### Communes limitrophes
Les communes limitrophes sont  Beaumont-le-Hareng, Bosc-le-Hard, Bracquetuit, Cottévrard, La Crique et Étaimpuis.
| Bracquetuit | La Crique      | Beaumont-le-Hareng |
|             | Grigneuseville |                    |
| Étaimpuis   | Bosc-le-Hard   | Cottévrard         |

### Hydrographie
La commune est située dans le bassin Seine-Normandie. Elle n'est drainée par aucun cours d'eau,.

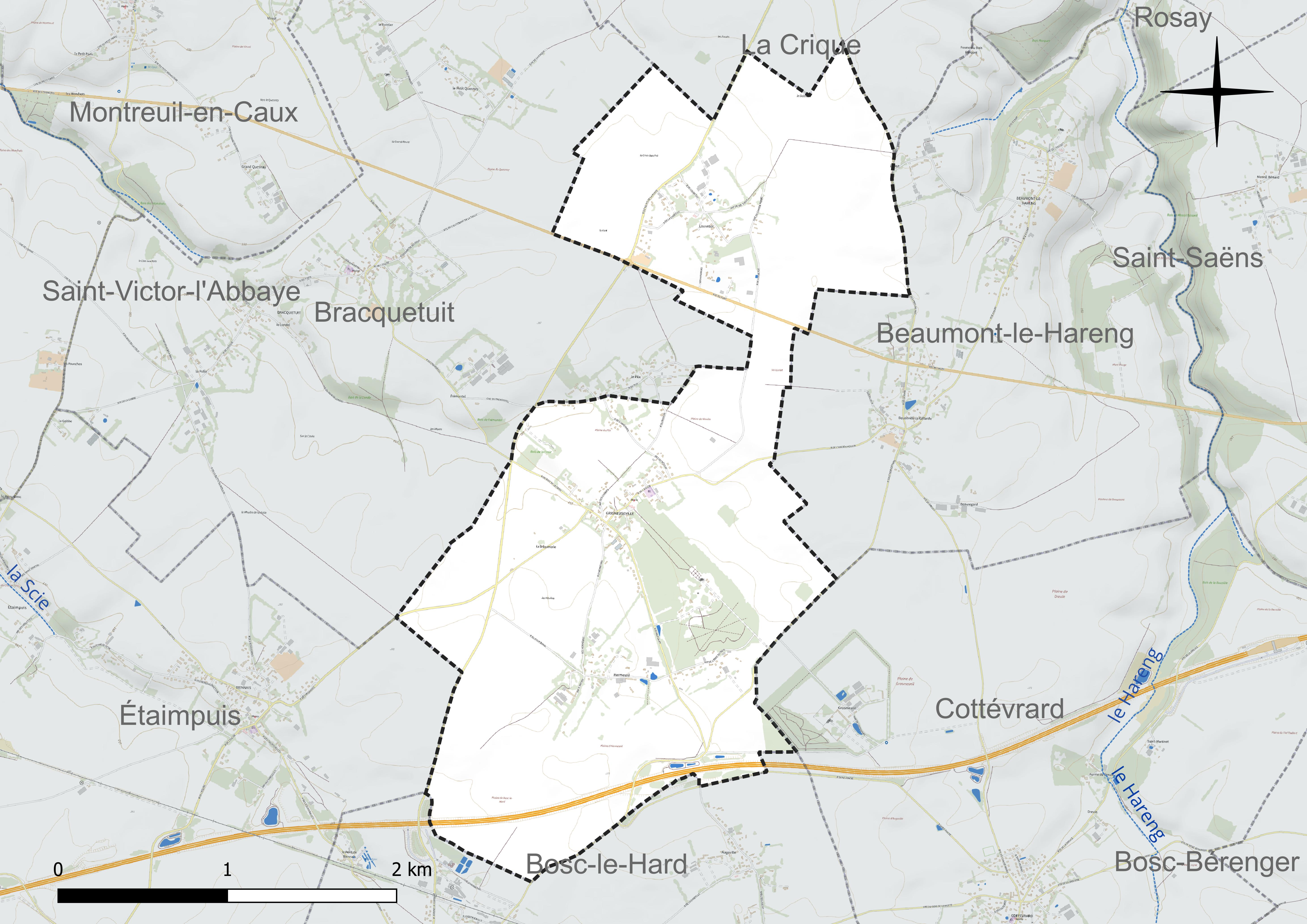
Réseau hydrographique de Grigneuseville.

### Climat
Pour des articles plus généraux, voir Climat de la Normandie et Climat de la Seine-Maritime.
En 2010, le climat de la commune est de type climat océanique altéré, selon une étude du CNRS s'appuyant sur une série de données couvrant la période 1971-2000. En 2020, Météo-France publie une typologie des climats de la France métropolitaine dans laquelle la commune est exposée à un climat océanique et est dans la région climatique Côtes de la Manche orientale, caractérisée par un faible ensoleillement (1 550 h/an) ; forte humidité de l’air (plus de 20 h/jour avec humidité relative > 80 % en hiver), vents forts fréquents. Parallèlement le GIEC normand, un groupe régional d’experts sur le climat, différencie quant à lui, dans une étude de 2020, trois grands types de climats pour la région Normandie, nuancés à une échelle plus fine par les facteurs géographiques locaux. La commune est, selon ce zonage, exposée à un « climat maritime », correspondant au Pays de Caux, frais, humide et pluvieux, légèrement plus frais que dans le Cotentin.
Pour la période 1971-2000, la température annuelle moyenne est de 10,2 °C, avec une amplitude thermique annuelle de 14,4 °C. Le cumul annuel moyen de précipitations est de 878 mm, avec 13,4 jours de précipitations en janvier et 8,9 jours en juillet. Pour la période 1991-2020, la température moyenne annuelle observée sur la station météorologique la plus proche, située sur la commune de Bouelles à 23 km à vol d'oiseau, est de 10,7 °C et le cumul annuel moyen de précipitations est de 838,4 mm,. Pour l'avenir, les paramètres climatiques de la commune estimés pour 2050 selon différents scénarios d’émission de gaz à effet de serre sont consultables sur un site dédié publié par Météo-France en novembre 2022.

## Urbanisme

### Typologie
Au 1er janvier 2024, Grigneuseville est catégorisée commune rurale à habitat dispersé, selon la nouvelle grille communale de densité à sept niveaux définie par l'Insee en 2022.
Elle est située hors unité urbaine. Par ailleurs la commune fait partie de l'aire d'attraction de Rouen, dont elle est une commune de la couronne,. Cette aire, qui regroupe 317 communes, est catégorisée dans les aires de 200 000 à moins de 700 000 habitants,.

### Occupation des sols

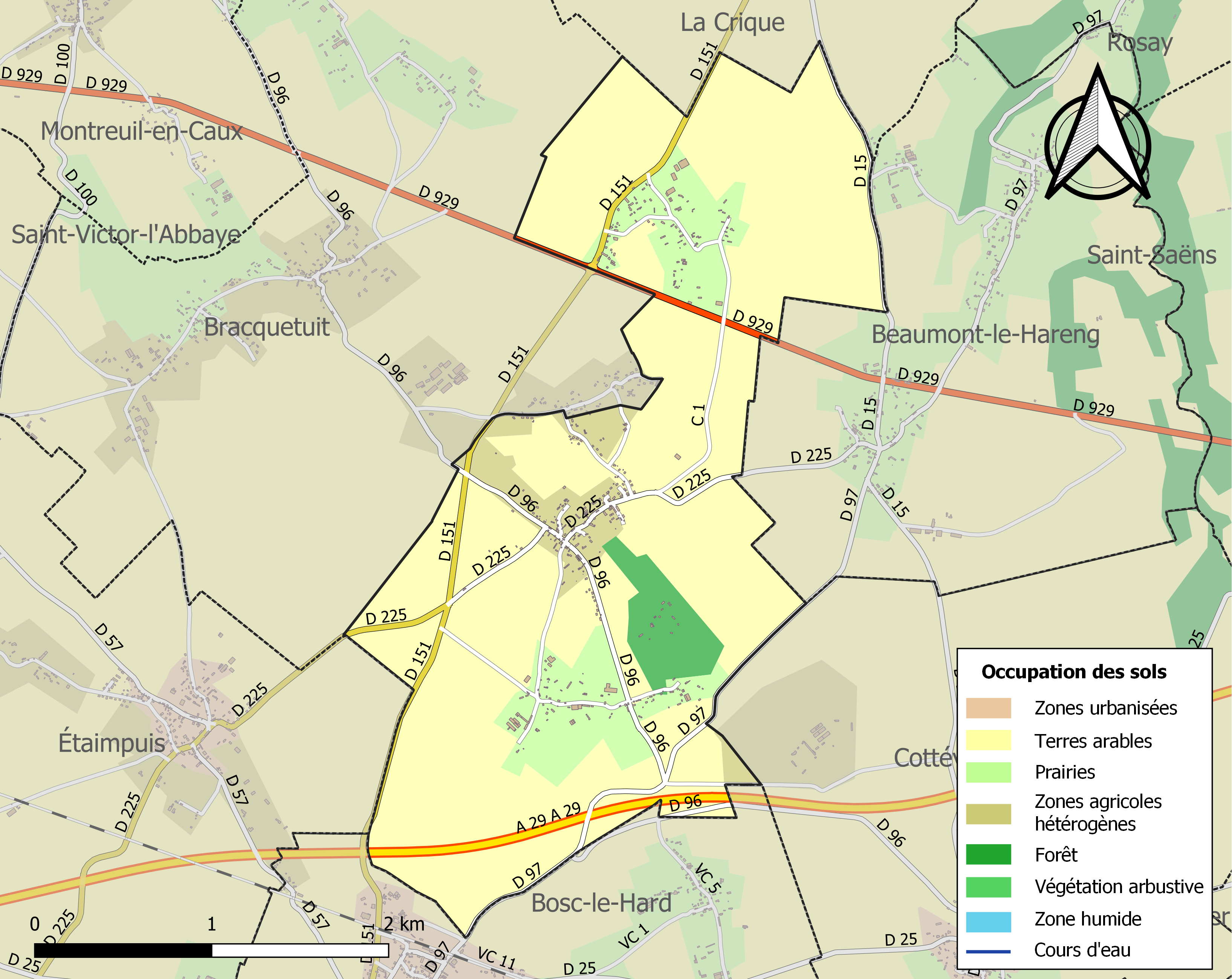
Carte des infrastructures et de l'occupation des sols de la commune en 2018 (CLC).

L'occupation des sols de la commune, telle qu'elle ressort de la base de données européenne d’occupation biophysique des sols Corine Land Cover (CLC), est marquée par l'importance des territoires agricoles (96,3 % en 2018), une proportion identique à celle de 1990 (96,3 %). La répartition détaillée en 2018 est la suivante : 
terres arables (77,9 %), prairies (12,8 %), zones agricoles hétérogènes (5,7 %), forêts (3,7 %). L'évolution de l’occupation des sols de la commune et de ses infrastructures peut être observée sur les différentes représentations cartographiques du territoire : la carte de Cassini (XVIIIe siècle), la carte d'état-major (1820-1866) et les cartes ou photos aériennes de l'IGN pour la période actuelle (1950 à aujourd'hui).

### Lieux-dits, hameaux et écarts
On peut notamment citer le hameau de Hermesnil et celui de Louvetot.

### Habitat et logement
En 2018, le nombre total de logements dans la commune était de 151, alors qu'il était de 140 en 2013 et de 128 en 2008.
Parmi ces logements, 92,7 % étaient des résidences principales, 2 % des résidences secondaires et 5,3 % des logements vacants. Ces logements étaient pour 100 % d'entre eux des maisons individuelles et pour 0 % des appartements.
Le tableau ci-dessous présente la typologie des logements à Grigneuseville en 2018 en comparaison avec celle de la Seine-Maritime et de la France entière. Une caractéristique marquante du parc de logements est ainsi une proportion de résidences secondaires et logements occasionnels (2 %) inférieure à celle du département (3,9 %) et à celle de la France entière (9,7 %). Concernant le statut d'occupation de ces logements, 90 % des habitants de la commune sont propriétaires de leur logement (89,1 % en 2013), contre 53 % pour la Seine-Maritime et 57,5 % pour la France entière.
| Typologie                                               | Grigneuseville | Seine-Maritime | France entière |
| ------------------------------------------------------- | -------------- | -------------- | -------------- |
| Résidences principales (en %)                           | 92,7           | 88             | 82,1           |
| Résidences secondaires et logements occasionnels (en %) | 2              | 3,9            | 9,7            |
| Logements vacants (en %)                                | 5,3            | 8,1            | 8,2            |

## Toponymie
Le nom de la localité est attesté sous la forme Greinosavilla en 1164.
Le premier élément représente l'ancien français grignos « triste ». « Le triste domaine », dans le sens d'un terrain difficile à labourer.

## Histoire
La commune, instituée par la Révolution française, absorbe en 1813 celle de Louvetot.

## Politique et administration

### Rattachements administratifs et électoraux
La commune se trouve  dans l'arrondissement de Dieppe du département de la Seine-Maritime. Pour l'élection des députés, elle fait partie depuis 2012 de la dixième circonscription de la Seine-Maritime.
Elle faisait partie depuis 1793 du canton de Bellencombre. Dans le cadre du redécoupage cantonal de 2014 en France, la commune intègre le canton de Neufchâtel-en-Bray.

### Intercommunalité
La commune était membre de la communauté de communes du Bosc d'Eawy.
Dans le cadre de l'approfondissement de la coopération intercommunale prévu par la Loi portant nouvelle organisation territoriale de la République (Loi NOTRe) du 7 août 2015, qui prescrit la constitution d'intercommunalités de plus de 15 000 habitants, le Bosc d'Eawy, de très petite taille éclate entre plusieurs intercommunalités et Grigneuseville rejoint, le 1er janvier 2017, la communauté de communes Inter-Caux-Vexin.

### Liste des maires
| Période                                  | Période                   | Identité            | Étiquette | Qualité |
| ---------------------------------------- | ------------------------- | ------------------- | --------- | --- |
| Les données manquantes sont à compléter. |                           |                     |           | |
|                                          |                           |                     |           | |
| 1835                                     |                           | Jean Baptiste Lerat |           | |
| 1902                                     |                           | de Messey           |           | |
|                                          |                           |                     |           | |
| 1972                                     | 1995                      | Michel Philippe     |           | |
|                                          |                           |                     |           | |
| mars 2001                                | 2014                      | Bernard Beuzelin    |           | |
| 2014                                     | mai 2020                  | Alain Lefebvre      |           | Directeur adjoint[Quoi ?] Vice-président de la CC du Bosc d'Eawy (2014 → 2016) Vice-président de la CC Inter-Caux-Vexin (2017 → ) |
| mai 2020,                                | En cours (au 6 juin 2023) | Patrick Vallée      |           | Agriculteur |

## Démographie
L'évolution du nombre d'habitants est connue à travers les recensements de la population effectués dans la commune depuis 1793. Pour les communes de moins de 10 000 habitants, une enquête de recensement portant sur toute la population est réalisée tous les cinq ans, les populations de référence des années intermédiaires étant quant à elles estimées par interpolation ou extrapolation. Pour la commune, le premier recensement exhaustif entrant dans le cadre du nouveau dispositif a été réalisé en 2008.

En 2022, la commune comptait 373 habitants, en évolution de +3,61 % par rapport à 2016 (Seine-Maritime : +0,35 %, France hors Mayotte : +2,11 %).
| 1793 | 1800 | 1806 | 1821 | 1831 | 1836 | 1841 | 1846 | 1851 |
| ---- | ---- | ---- | ---- | ---- | ---- | ---- | ---- | ---- |
| 390  | 221  | 204  | 389  | 388  | 375  | 350  | 314  | 302  |

| 1856 | 1861 | 1866 | 1872 | 1876 | 1881 | 1886 | 1891 | 1896 |
| ---- | ---- | ---- | ---- | ---- | ---- | ---- | ---- | ---- |
| 314  | 309  | 276  | 248  | 284  | 275  | 313  | 300  | 293  |

| 1901 | 1906 | 1911 | 1921 | 1926 | 1931 | 1936 | 1946 | 1954 |
| ---- | ---- | ---- | ---- | ---- | ---- | ---- | ---- | ---- |
| 270  | 278  | 255  | 252  | 265  | 260  | 255  | 286  | 274  |

| 1962 | 1968 | 1975 | 1982 | 1990 | 1999 | 2006 | 2008 | 2013 |
| ---- | ---- | ---- | ---- | ---- | ---- | ---- | ---- | ---- |
| 261  | 217  | 183  | 206  | 308  | 327  | 319  | 317  | 343  |

| 2018 | 2022 | - | - | - | - | - | - | - |
| ---- | ---- | - | - | - | - | - | - | - |
| 375  | 373  | - | - | - | - | - | - | - |

## Culture locale et patrimoine

### Lieux et monuments
- Les Jardins Agapanthe, créés par l’architecte-paysagiste Alexandre Thomas[28],[29].
- Une statue de la vierge Marie au milieu du village
- Le château d'Haucourt fait l’objet d’un classement au titre des monuments historiques depuis le 29 novembre 1977[30].
- La chapelle de Louvetot.

### Personnalités liées à la commune
- Antoine Leduc, né en 1647, quitte Grigneuseville pour la Nouvelle-France (Canada) à l’âge de 17 ans, où il fonde sa famille[31].

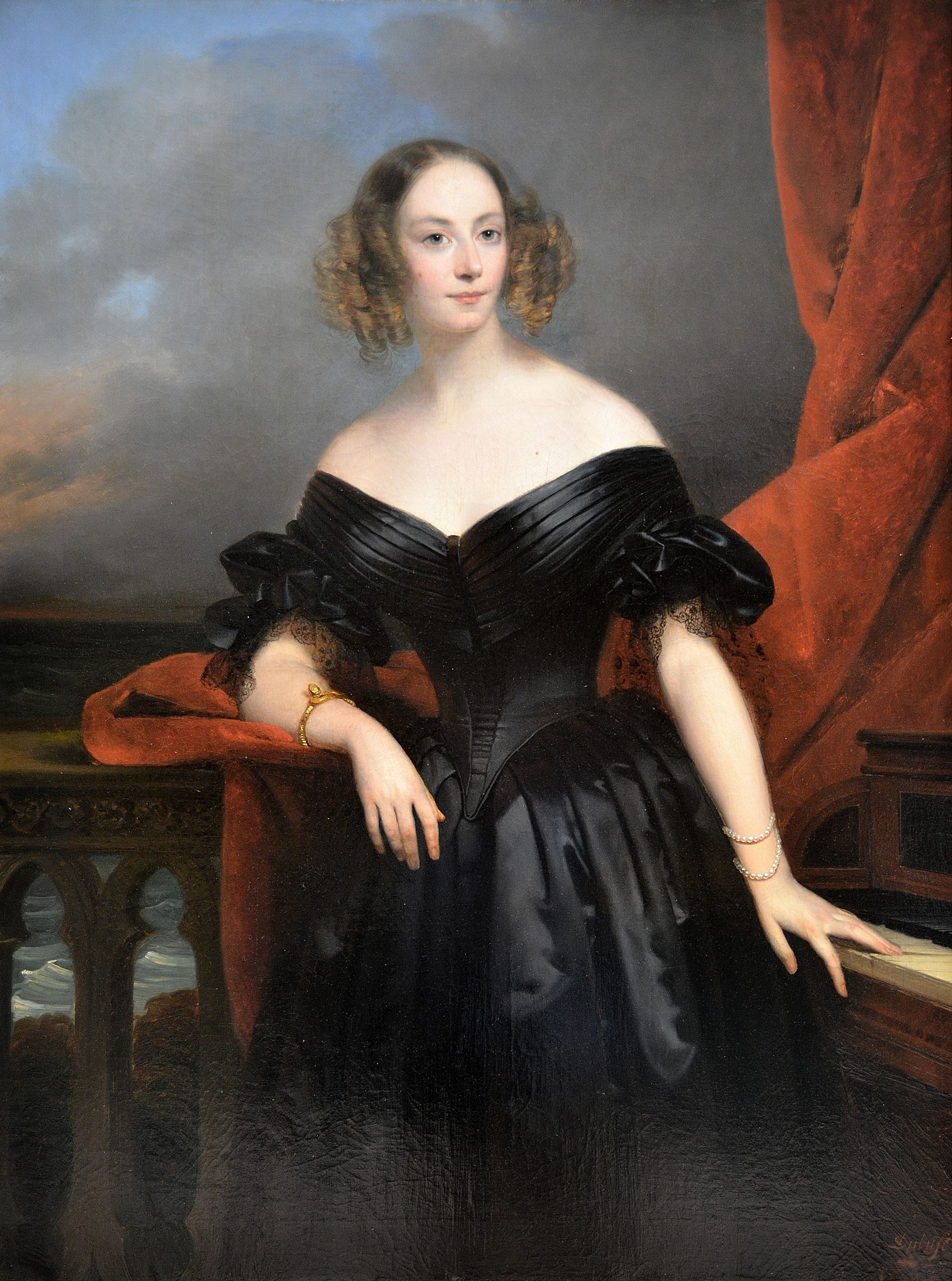
Augusta de Cabuel, comtesse de Grigneuseville.

- Madame Rampal, née Augusta de Cabuel, comtesse de Grigneuseville, peintre, correspondante de Gustave Flaubert[32].
- Comtesse Béatrix de Toulouse-Lautrec, née Béatrix de Gontaut-Biron (née en 1924 et décédée en 2017) habita le  château avec son époux, le colonel-comte Raymond de Toulouse-Lautrec et fut conseillère municipale du village de 1965 à 1995.